# Rhombicosidodécaèdre bigyrodiminué
Pour les articles homonymes, voir J79.
Le rhombicosidodécaèdre bigyrodiminué est un polyèdre qui fait partie des solides de Johnson (J79). 
Comme son nom l'indique, il peut être obtenu à partir d'un rhombicosidodécaèdre duquel on a détaché une coupole décagonale (J5). 
Les 92 solides de Johnson ont été nommés et décrits par Norman Johnson en 1966.